# El Recodo, Sonora
El Recodo är en ort i Mexiko.   Den ligger i kommunen Navojoa och delstaten Sonora, i den västra delen av landet, 1 400 km nordväst om huvudstaden Mexico City. El Recodo ligger 33 meter över havet och antalet invånare är 1 050.
Terrängen runt El Recodo är mycket platt. Runt El Recodo är det ganska glesbefolkat, med 36 invånare per kvadratkilometer. Närmaste större samhälle är Navojoa, 8,3 km öster om El Recodo. Trakten runt El Recodo består till största delen av jordbruksmark.